# Mr. P. Mosh
«Mr. P. Mosh» es el primer sencillo así como la canción debut  de la banda mexicana de ska latino Plastilina Mosh de su álbum debut, Aquamosh (1998). Esta canción es una de las exitosas del álbum.

## Uso en medios
En 2019 la canción fue reversionada por la agrupación para un comercial de una empresa bancaria en México, lo cual desató varios comentarios en redes sociales.
Lyn May también hizo coros para la canción esto para darse a conocer en esta faceta nunca antes hecha por la vedette.

## Lista de canciones

### CD - Promo[7]
| Mr. P. Mosh — Single |               |          |  |
| N.º                  | Título        | Duración |  |
| 1.                   | «Mr. P. Mosh» | 4:21     |  |

## Posiciones en las listas
| Listas                                     | Posición |
| ------------------------------------------ | -------- |
| Estados Unidos Billboard Hot Latin Tracks  | 98       |
| Estados Unidos Billboard Latin Pop Airplay | 25       |
| México (Top 100)                           | 28       |